# Escotera

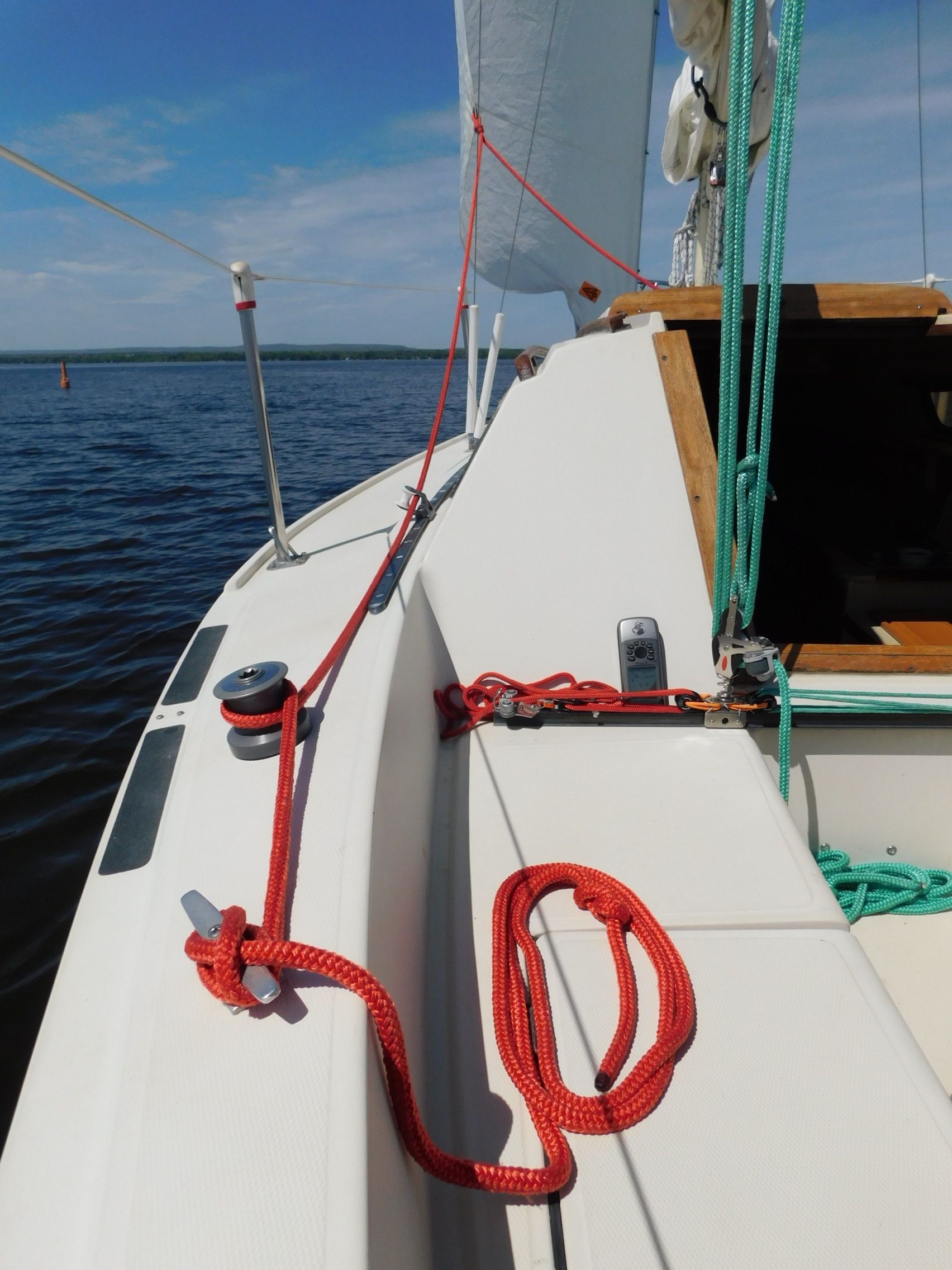
Escota del floc (vermella) i escota de la major (verda) d’un iot. Es poden veure el carril del floc i la barra escotera de la botavara.

En els velers, una escotera – també anomenada barra escotera o carril d’escota- és una peça que permet ajustar l’angle d’acció d’una escota (sobre la vela o sobre una botavara) mitjançant el desplaçament d’un carro (de petites dimensions i que es pot moure lliurement sobre el carril o barra) on va ancorat un pont passa-escotes, una politja, un quadernal o qualsevol dispositiu de re-enviament d’una escota.

## Disposició general

### Veles sense botavara
L'escota va unida al puny d’escota. Directament o passant per una politja de desmultiplicació. En flocs, gènoves i veles d’estai les escotes són dobles: una escota de babord i una escota d’estribord. Navegant, l'escota de sobrevent va amollada i la de sotavent caçada.
En les veles sense botavara l'escotera acostuma a ser un carril d’escota disposat en sentit longitudinal i paral·lel a la línia de crugia del veler. Hi ha un carril d'escota per cada banda i vela. En un cúter amb dos flocs hi haurà dos carrils per banda. En alguns velers de regates el carril del floc es disposa transversalment.

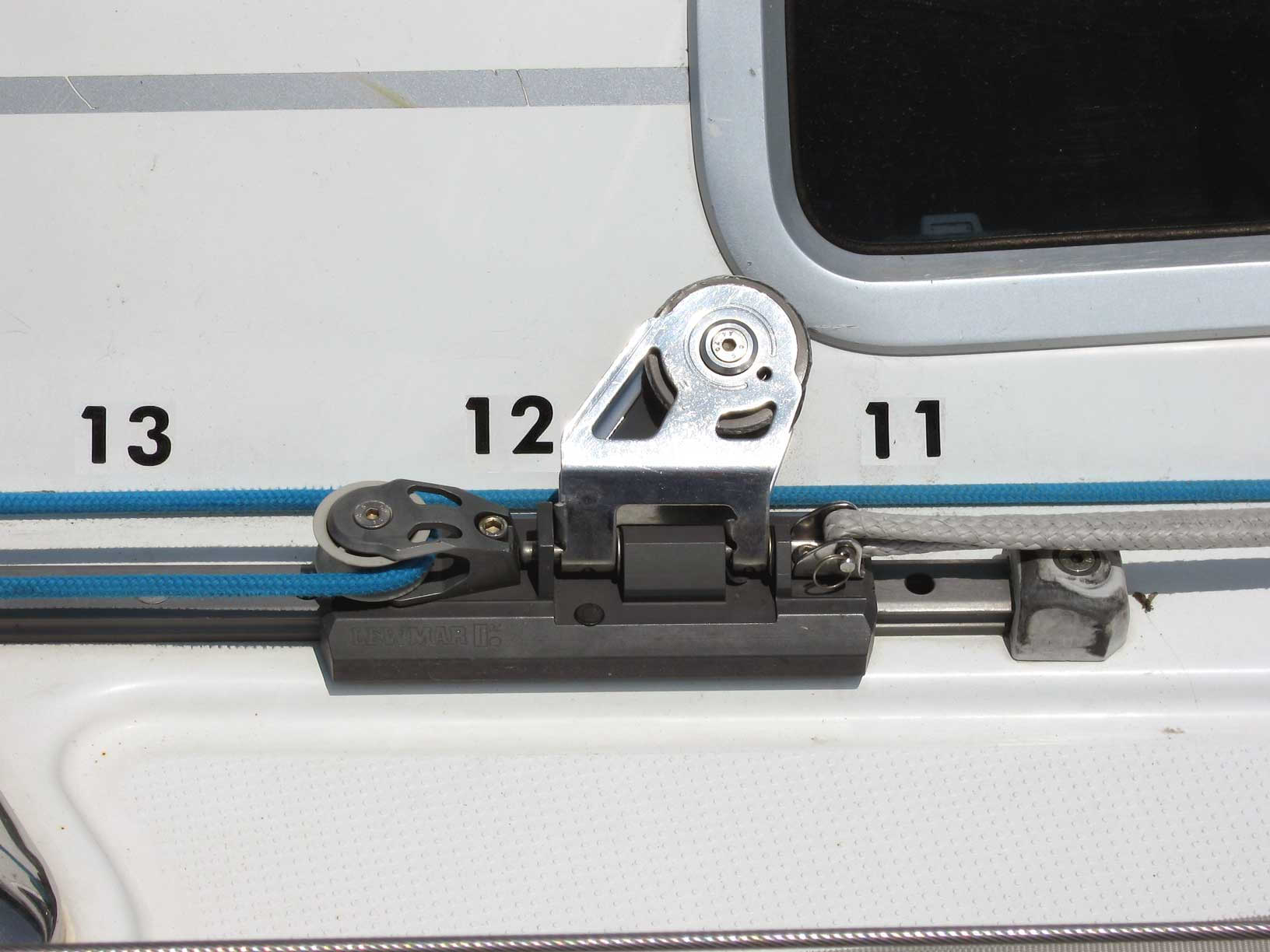
Carril d’escota del floc. La posició del carro amb la politja es pot regular des de la banyera mitjançant les cordes blava i grisa
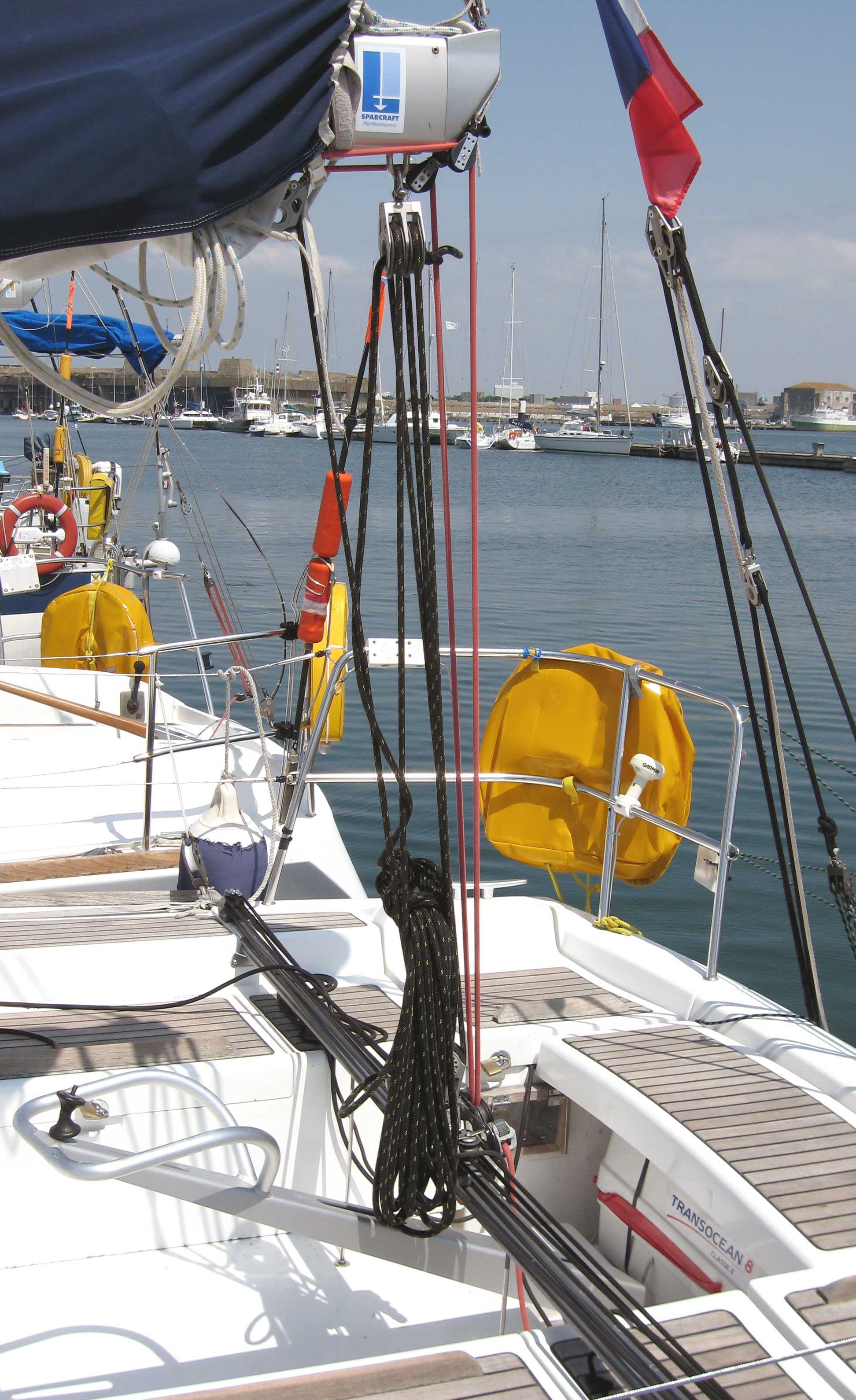
Escota i barra escotera d'una vela major
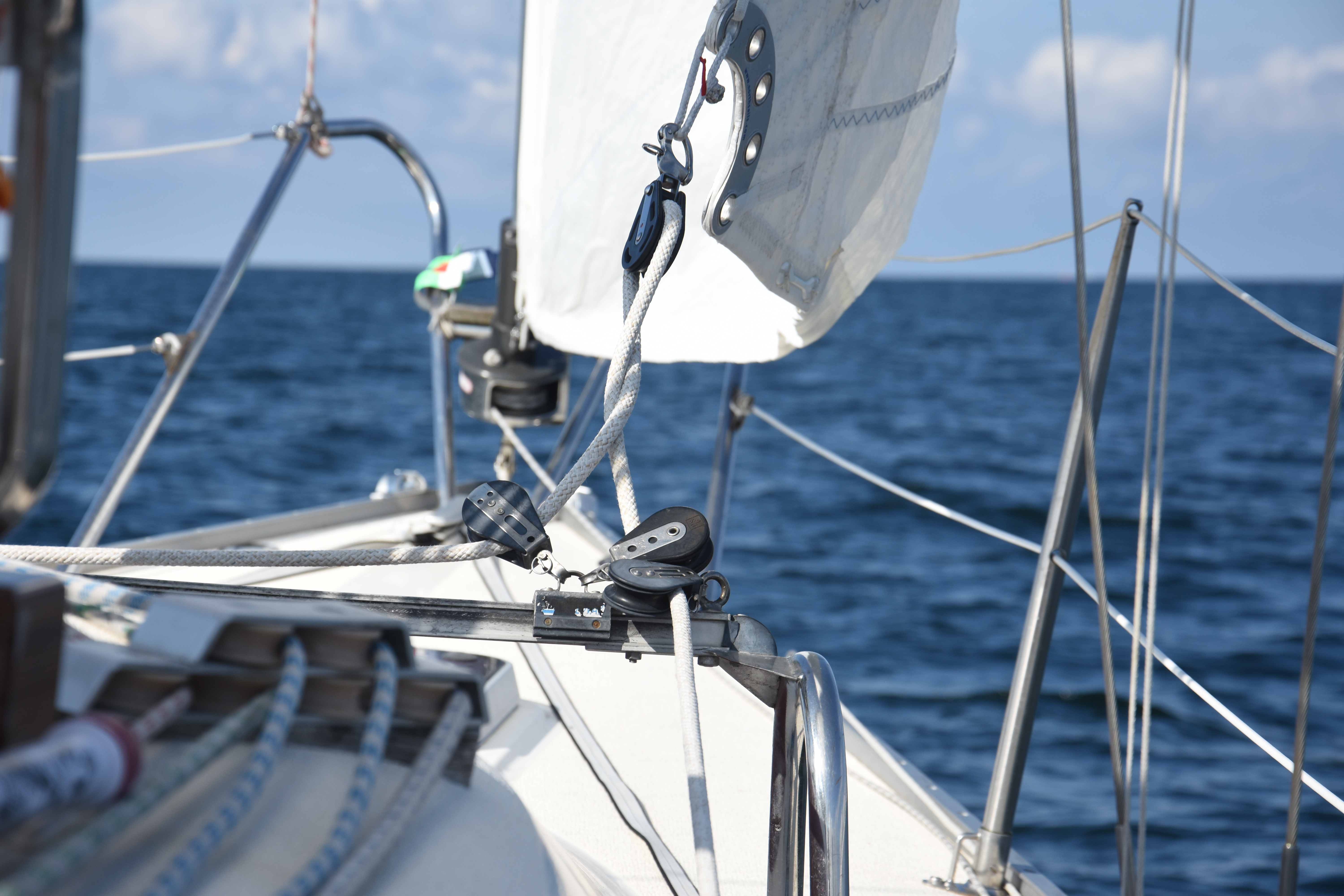
Floc auto-virador sense botavara. Vegeu el puny d'escota amb una planxeta de cinc punts de regulació. El carril d'escota és travesser i en arc de cercle.

### Veles ambbotavara

1.- Botavara
2.- Pal
3.- Agullot
4.- Vela
5.- Amantina
6.- Puny d'escota
7.- Escota
8.- Contra
9.- Tensor de gràtil

El pujament de la vela està envergat a la botavara i pot ser tensionat des del puny d’amura i des del puny d’escota. La vela transmet la força a l'escota de forma indirecta, a través de la botavara.
Hi ha diversos sistemes d’unió entre l'escota i la botavara, generalment amb diverses politges de re-enviament i desmultiplicació.

#### Barra escotera
La barra escotera està disposada transversalment a l'eix de crugia. Pot ser recta, còncava o convexa. La posició del carro es determina manualment o mitjançant cordes de regulació a cada banda. Cordes desmultiplicades amb politges simples o compostes. Els caps lliures de cada corda se subjecten amb mordasses.

## Patí de Vela o Patí Català[8][9][10]
Els patins primitius no disposaven de barra escotera. L’escota es passava per la manegueta de sotavent (hi havia una manegueta a popa, a cada banda; dues maneguetes en total).
Des de 1944, data del primer reglament, els Patins varen adoptar una barra escotera que permet el desplaçament d’un carro d’escota a banda i banda, segons el rumb de navegació. Cal recordar que la vela d’un Patí és triangular i no disposa de botavara. L’escota va fixada al punt d’escota (directament o , més generalment, de manera indirecta; mitjançant una politja o una corda allargadora).
Una barra escotera pot ser recta o corbada. El carro d’escota pot desplaçar-se lliurement a banda i banda de la barra escotera. L’escota va des del carro fins a la vela. Des d’allí retorna cap al carro (en un sistema de desmultiplicació 1:2 o 1:3) i passa cap a una politja central. Des de la politja, el cap lliure de l’escota va a la mà de la persona que patroneja el Patí.

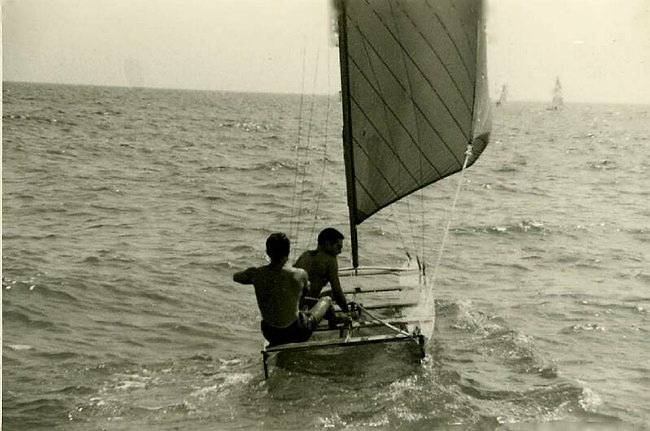
Patí de vela antic. Sense barra escotera.
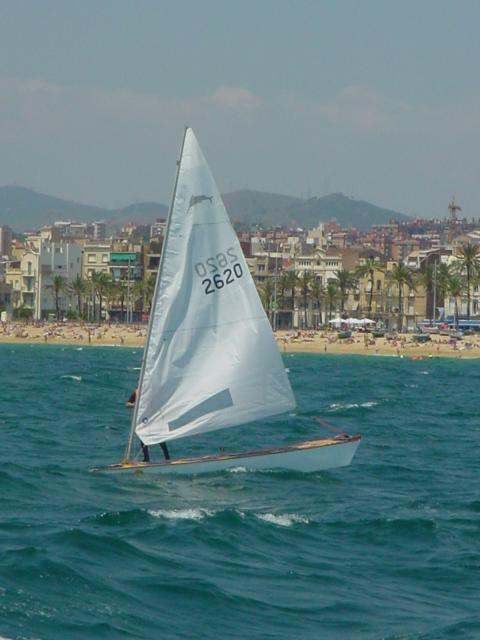
Patí de Vela orsant davant la platja de Badalona.

## Projecte de l’element resistent

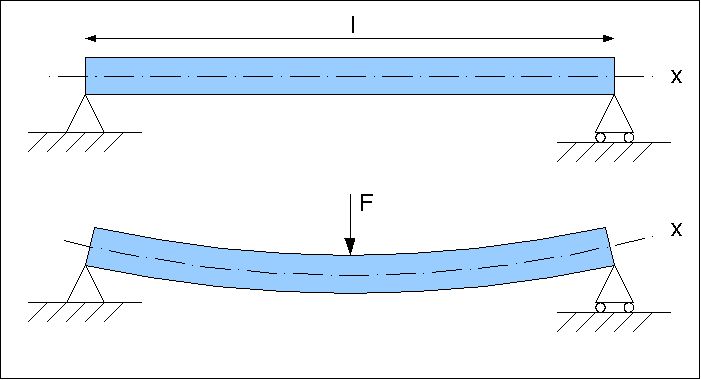
Flexió teòrica d'una biga recolzada-articulada sotmesa a una càrrega puntual centrada F.

Una barra escotera ha de resistir forces considerables. Un cas de càlcul simplificat, que s'assembla una mica al de l’escotera, és el d’una biga recta sotmesa a una càrrega puntual centrada. Els casos reals amb escoteres rectes han de resistir una força inclinada. La flexió es produeix en dos eixos. Si l’escotera és corbada, a més, hi ha una força de torsió que cal controlar.